# احمد رضا مادونی
احمد رضا مادونی (عربی: أحمد رضا مادوني؛ زادهٔ ۴ اکتبر ۱۹۸۰) بازیکن فوتبال اهل الجزایر بود.
از باشگاه‌هایی که در آن بازی کرده‌است می‌توان به باشگاه فوتبال مون‌پلیه، باشگاه فوتبال بروسیا دورتموند، باشگاه فوتبال نانت، باشگاه ورزشی الغرافه، باشگاه فوتبال یونیون برلین، باشگاه فوتبال بایر ۰۴ لورکوزن، و باشگاه فوتبال انرژی کوتبوس اشاره کرد.
وی همچنین در تیم ملی فوتبال الجزایر بازی کرده‌است.